# بورهيدريد الليثيوم
 بورهيدريد الليثيوم  مركب كيميائي له الصيغة LiBH4، ويكون على شكل صلب أبيض.

## التحضير
يحضر بورهيدريد الليثيوم من خلال حدوث تفاعل استبدال بين بورهيدريد الصوديوم وبروميد الليثيوم  وذلك في وسط من ثنائي إيثيل الإيثر  حسب المعادلة:
{\displaystyle \mathrm {NaBH_{4}\ +\ LiBr\ \longrightarrow \ NaBr\ +\ LiBH_{4}} }

## الخواص
- يتفاعل هيدريد الليثيوم مع الماء بتفاعل حلمهة، لكنه ينحل في المحلات العضوية مثل رباعي هيدرو الفوران، وكذلك الأمر في الإيثرات.
- يتميز بورهيدريد الليثيوم بخواصه الاختزالية القوية، مثله مثل أغلب مركبات الهيدريدات، وهو على العكس من بورهيدريد الصوديوم، فإنه يختزل الاسترات والأميدات إلى الأغوال والأمينات الموافقة.

### تخزين الطاقة
يعرف بورهيدريد الليثيوم بأن كثافة الطاقة لديه أعلى من باقي المركبات الكيميائية الحاملة للطاقة، فهو يحرر 65 ميغاجول لكل كيلوغرام واحد من المادة الصلبة عند تفاعله مع أكسجين الهواء الجوي. لكن على الرغم من ذلك فإن إعادة تدوير هذا المركب صعبة للغاية ومعقدة  فإنه لا توجد تطبيقات عملية لهذا المركب في هذا المجال، ذلك بأن كفاءة تحويل الطاقة لبورهيدريد الليثيوم ضعيفة، وذلك على العكس من بطارية ليثيوم أيون على سبيل المثال.

## الاستخدامات
- يستخدم بورهيدريد الليثيوم في الاصطناع العضوي من أجل اختزال الإسترات.